# Dan Olmsted
Pour les articles homonymes, voir Olmsted.
Dan Olmsted (né vers 1954 et mort le 23 janvier 2017), est un journaliste américain et ancien rédacteur en chef de United Press International (UPI), une agence de presse de l'Église de l'Unification. Olmsted a écrit une série d'articles soutenant l'hypothèse discréditée d'un lien entre la vaccination et l'autisme. Ses chroniques sur la santé et la médecine sont publiées régulièrement dans The Washington Times, qui appartient aussi à l'église, et ont été syndiquées au niveau national à partir des NIUM de Washington. Il a édité un site web intitulé Age of Autism (L'Âge de l'autisme), un site antivaccins qu'il a décrit comme le « Webjournal quotidien de l'épidémie d'autisme ».

## L'Âge de l'autisme
De 2005 à juillet 2007, Olmsted a écrit sur son site les résultats d'une enquête concernant ce qu'il estime être une épidémie d'autisme, dans une série de chroniques intitulées L'Âge de l'autisme. Bien que la recherche scientifique suggère que l'autisme est principalement d'origine génétique et ait signalé des augmentations de prévalence principalement attribuables à des changements dans les pratiques diagnostiques, Olmsted a affirmé que ces augmentations sont dues à l'intoxication au mercure, en particulier dans les vaccins, et que la génétique est la plupart du temps secondaire. Bien que Olmsted ait continué cette déclaration, le thimérosal, contenant le mercure conservateur mis en cause dans ses articles, a été supprimé à partir de pratiquement tous les vaccins, par précaution, à partir de la fin des années 1990, sans aucun effet sur l'épidémiologie de l'autisme,,

### Action du Congrès américain
Citant les articles d'Olmsted, le 30 mars 2006, Carolyn Maloney (NY) a annoncé l'élaboration d'une enquête sur les études scientifiques menées sur le thiomersal et l'autisme, en plus d'autres ayant déjà été publiées à ce sujet. Le projet de loi a été introduit dans le U. S. Chambre des Représentants en avril 2006. Maloney a fait l'annonce au Club National de la Presse, et une conférence de presse a été tenue à Washington, DC, avec Olmsted et David Kirby,

### Critique
De nombreuses études scientifiques n'ont trouvé aucun élément de preuve selon lequel les vaccins contenant du thimérosal et le vaccin ROR causeraient l'autisme. La controverse autour du vaccin ROR résulte d'une fraude élaborée par le chercheur britannique Andrew Wakefield,
Dans une évaluation critique de la controverse du thomersal par la Columbia Journalism Review, les rapports d'Olmsted sur des populations non vaccinées ont été décrits comme « une erreur » par deux journalistes anonymes. Les deux sources estiment que « Olmsted avait un point de vue préalable sur la question et rapporte des faits à l'appui de ses conclusions ».

### Mort
Olmsted meurt le 23 janvier 2017 d'une surdose de médicaments qui lui étaient prescrits, selon son conjoint Mark Milett.